# Frank Timo Beil
Frank Timo Beil (* 3. April 1975 in Heidelberg) ist ein deutscher Chirurg und Hochschullehrer für Orthopädie und Unfallchirurgie in Hamburg.

## Werdegang
Beil studierte von 1996 bis 2002 Humanmedizin an der Universität Hamburg. Von 1999 bis 2002 erhielt er ein Promotionsstipendium der Deutschen Forschungsgemeinschaft (DFG) im Graduiertenkolleg „Molekularbiologie der Osteolyse“ und promovierte 2002 mit einer grundlagenwissenschaftlichen Arbeit zur Knochenbruchheilung.
2002 begann er eine klinische Ausbildung zum Orthopäden und Unfallchirurgen am Universitätsklinikum Hamburg-Eppendorf (UKE) und der Rheumaklinik Bad Bramstedt. Von 2007 bis 2009 war er als Postdoc in der DFG-Forschergruppe „Mechanismen der Frakturheilung und Knochenregeneration bei Osteoporose“ tätig. In diesem Rahmen führte er Forschungstätigkeiten in der Neuroendocrine Research Unit der Monash University, Melbourne durch. Im Jahr 2011 habilitierte er für das Fach Orthopädie und Unfallchirurgie.
Nach seiner Facharztprüfung zum Orthopäden und Unfallchirurgen im Jahr 2009 war Frank Timo Beil zunächst als Facharzt, dann als Oberarzt und zuletzt als Leitender Oberarzt in der Klinik für Orthopädie und Orthopädische Rheumatologie am Klinikum Bad Bramstedt tätig. Neben der Facharztbezeichnung „Orthopädie und Unfallchirurgie“ führt er die Zusatzbezeichnungen spezielle Orthopädische Chirurgie, Orthopädische Rheumatologie, Notfallmedizin und Physikalische Therapie und Balneologie, zudem ist er zertifizierter Fußchirurg (GFFC). Im Jahr 2016 wechselte Frank Timo Beil als Schwerpunktleiter Orthopädie in der Klinik für Unfallchirurgie, Orthopädie und Plastische Chirurgie an die Universitätsmedizin Göttingen (UMG). Im Jahr 2017 folgte die Ernennung zum außerplanmäßigen Professor. Bis zu seinem Ruf nach Hamburg war er seit 2018 zusätzlich als stellvertretender Direktor der Klinik für Unfallchirurgie, Orthopädie und Plastische Chirurgie und als Leiter des zertifizierten EndoProthetikZentrums Max. an der Universitätsmedizin Göttingen tätig. 2019 erhielt er den Ruf auf die W3-Universitätsprofessur für Orthopädie am Universitätsklinikum Hamburg-Eppendorf (UKE). Seither ist er als Direktor des Lehrstuhls für Orthopädie am UKE und von 2019 bis 2025 gleichzeitig als Direktor der Orthopädischen Kliniken und als Ärztlicher Direktor des Klinikum Bad Bramstedt tätig. Seit April 2025 hat Beil, neben seiner Funktion als Lehrstuhlinhaber am UKE, die Funktion des Chefarztes und Ärztlichen Direktors für Forschung und Lehre an der Helios ENDO-Klinik Hamburg übernommen.

## Wirken
Im Rahmen seiner Tätigkeit im Graduiertenkolleg und der Forschergruppe der Deutschen Forschungsgemeinschaft forschte Beil zu Regulationsmechanismen des Knochenstoffwechsels. Sein klinischer Forschungsschwerpunkt liegt in der Diagnostik und Therapie von Endoprotheseninfektionen und er wurde 2017 als Mitglied des internationalen Clinical Priority Program "Bone infection" der AO Foundation aufgenommen. Beil hat zahlreiche nationale und internationale Schriften publiziert und ist Veranstalter von nationalen und internationalen Tagungen. Zuletzt war er 2019 Kongresspräsident des Internationalen Symposiums für Fußchirurgie in München. Im selben Jahr wurde er in den Beirat der Deutschen Gesellschaft für Fuß- und Sprunggelenkchirurgie berufen.
Beil ist seit dem Jahr 2022 Zustifter und Kuratoriumsmitglied der Stiftung zur Förderung der Universitätsmedizin Hamburg-Eppendorf und seit dem Jahr 2024 Vorstandsmitglied der Paul und Margareta Meyer Stiftung.
Für die XXVIII. Legislaturperiode (1. Oktober 2023–30. September 2025) ist Frank Timo Beil gewähltes Mitglied des Fakultätsrates Medizin der Universität Hamburg.